# 1956年至1957年英格蘭足總盃
1956/57球季英格蘭足總盃（英語：FA Cup），是第76屆英格蘭足總盃，今屆賽事的冠軍是阿士東維拉，他們在決賽以2:1擊敗曼聯，奪得冠軍。本屆賽事繼續在舊溫布萊球場舉行。
阿士東維拉贏得這座冠軍後，已有超過半世紀未贏過足總盃冠軍。

## 外部連結
1. 英格蘭足總盃官網Archive-It的存檔，存档日期2012-04-24
2. 英格蘭足總盃 歷屆冠軍（页面存档备份，存于）